# Форланини, Энрико
Энрико Форланини (итал. Enrico Forlanini; 1848—1930) — итальянский изобретатель, конструировал летательные аппараты: аэростаты, дирижабли, аэропланы.
Его имя носит аэропорт в Милане.

## Биография
Родился в Милане, окончил Миланский технический университет. Создал действующую модель вертолёта с паровым двигателем. В 1905 году на озере Лаго-Маджоре провёл успешные испытания катера на подводных крыльях. В 1909 году построил дирижабль серии F, названный «Леонардо да Винчи».

## Модель вертолёта

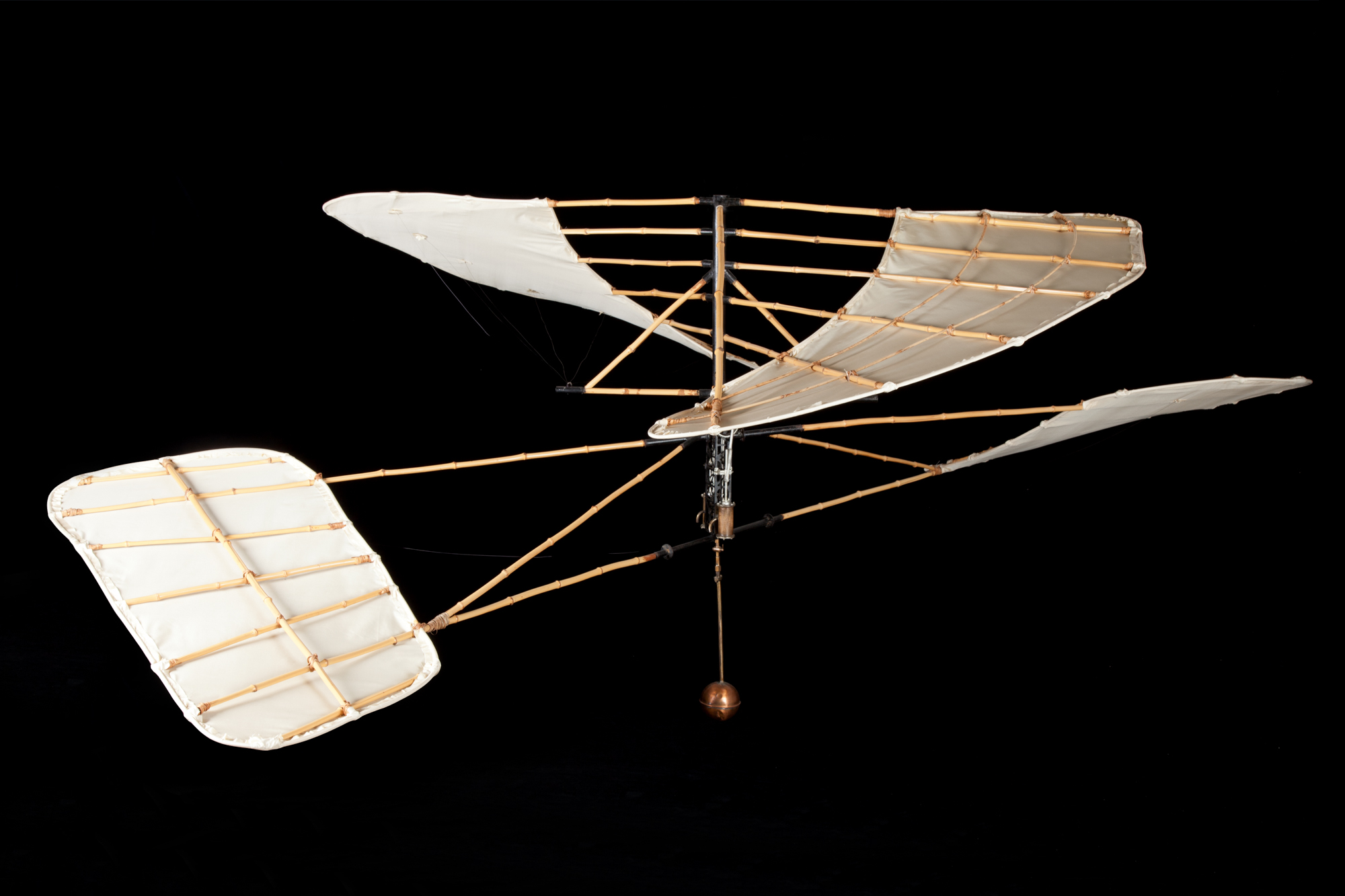

29 июня 1877 года в Алессандрии Форланини поднял в воздух модель вертолёта с паровым двигателем. Летом того же года прошла демонстрация в Милане. Аппарат имел два соосных несущих винта. Нижний был неподвижно закреплён на корпусе, верхний — на валу двигателя. Во время полёта весь аппарат вращался в сторону, противоположную направлению вращения верхнего винта, однако с меньшей, чем у последнего, угловой скоростью. Форланини надеялся, что нижний винт полностью затормозит вращение геликоптера, и счёл его вращение недостатком. Модель поднималась в воздух на высоту до 13 метров, продолжительность полётов составляла до 20 сек.